# Raïon de Balagansk
Le raïon de Balagansk (en russe : Балага́нский райо́н, Balanganski raïon) est un raïon de l'oblast d'Irkoutsk en Sibérie orientale. Son centre administratif est le village de Balagansk, et sa population s'élevait à 8 747 habitants en 2021.

## Géographie
Le raïon se situe dans l'oblast d'Irkoutsk, un sujet, en tant qu'oblast, de la Russie, situé dans le district fédéral sibérien. L'oblast d'Irkoutsk se situe en Sibérie orientale. Le raïon, comme tout l'oblast d'Irkoutsk, est situé dans le fuseau horaire MSK+5 (heure d'Irkoutsk). Le décalage horaire appliqué par rapport au temps universel coordonné est +08:00.

## Politique et administration
Le raïon est l'un des 32 raïons administratifs de l'oblast d'Irkoutsk, dans le district fédéral sibérien. Au niveau municipal, il possède le statut de raïon municipal, et comporte ainsi plusieurs municipalités à l'intérieur de lui. Le raïon compte 13 localités réparties en 7 municipalités.

## Démographie
Recensements (*) ou estimations de la population:
| 2021* | - | - |
| ----- | - | - |
| 8 747 | - | - |